# بدوطر لامع
بدوطر لامع (الاسم العلمي:Bodotria nitida) هو نوع من المفصليات يتبع جنس البدوطر من الفصيلة البدوطرية.